# Fontaine-de-Vaucluse
Fontaine-de-Vaucluse är en kommun i departementet Vaucluse i regionen Provence-Alpes-Côte d'Azur i sydöstra Frankrike. Kommunen ligger i kantonen L'Isle-sur-la-Sorgue som tillhör arrondissementet Avignon. År 2022 hade Fontaine-de-Vaucluse 576 invånare. Floden Sorgue rinner upp här. Källan - la fontaine - är den största i Frankrike och den femte största i världen med ett årligt utflöde av 630 miljoner kubikmeter. Åren 1339-1353 bodde den italienske kaniken och poeten Francesco Petrarca på orten. Senare det året han flyttade härifrån brann hans hus ner till grunden, men idag finns ett museum till hans ära på samma plats.

## Befolkningsutveckling
Antalet invånare i kommunen Fontaine-de-Vaucluse
| Referens: INSEE |